# Гундзи
Гундзи (яп. 郡司, «уездный глава») — название должности главы уезда провинции и его уездного правительства в японском «правовом государстве» VIII—XI века.

## История
Правительство гундзи состояло из чиновников 4-х уровней: собственно главы (яп. 大領, ками), заместителя (яп. 少領, сукэ), советников (яп. 主政, дзё) и помощников (яп. 主帳, сакан).
Гундзи и члены его правительства назначались центральным правительством из числа местной уездной знати. Обычно главы были представителями одного и того же рода, как правило потомки куни-но-мияцуко, занимавших должность по наследству.
Администрация кокуса называлась гунга (яп. 郡衙).
Гундзи были зависимы от провинциалов кокуси и были обязаны собирать в сёлах своего уезда налоги в пользу центрального правительства.